# Косых, Владимир Иванович
Владимир Иванович Косых (23 мая 1950, Грязи, Воронежская область — 1 января 2025, Волгоград) — советский и российский юрист, политический деятель, сотрудник уголовного розыска МВД СССР и МВД РФ, начальник службы криминальной милиции, заместитель начальника УВД города Волгограда, подполковник милиции, депутат Государственной Думы ФС РФ первого созыва (1993—1995).

## Биография
С 1967 года до призыва в Армию работал на Волгоградском нефтеперерабатывающем заводе электрослесарем. С 1968 по 1970 год проходил срочную военную службу в Армии. С 1970 по 1981 год проходил службу в Красноармейском РОВД города Волгограда милиционером, командиром отделения, командиром взвода, инспектором уголовного розыска. В 1978 году получил высшее образование по специальности «юрист» в Саратовском юридическом институте им. Д. И. Курского.
С 1981 по 1988 год работал в Красноармейском РОВД города Волгограда заместителем начальника уголовного розыска, заместителем начальника по оперативной работе. С 1988 по 1993 год походил службу в Кировском РОВД города Волгограда в должности начальника. С 1993 года работал в Управлении внутренних дел города Волгограда заместителем начальника УВД, начальником службы криминальной милиции УВД.
В 1993 году избран депутатом Государственной думы Федерального Собрания Российской Федерации первого созыва от Красноармейского одномандатного избирательного округа № 70 Волгоградской области. В Государственной думе был членом комитета по безопасности, входил в депутатскую группу «Россия».
Скончался 1 января 2025 года в Волгограде в возрасте 74 лет. Похоронен 4 января на Красноармейском кладбище Волгограда.